# Monty Woolley

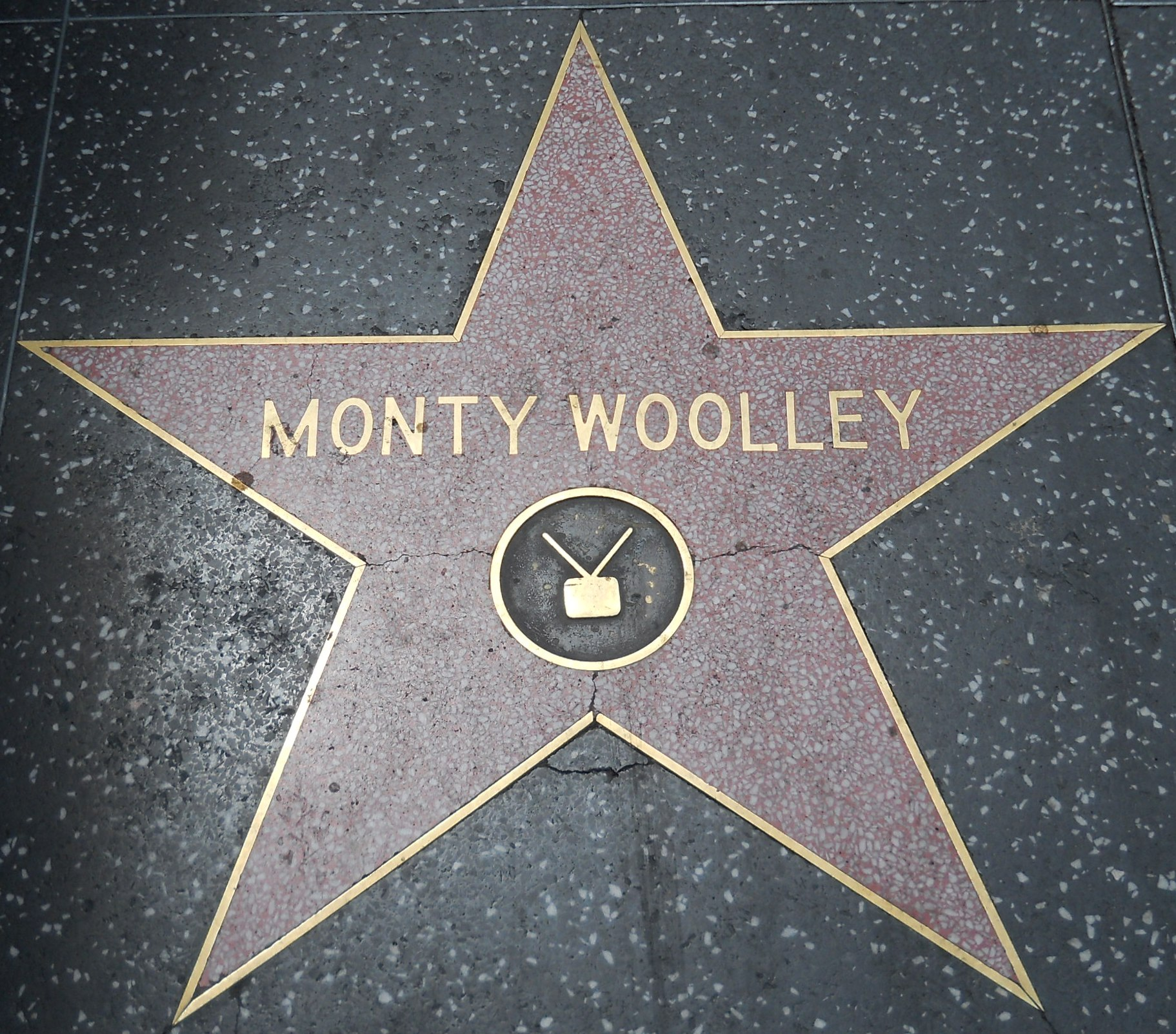
Monty Woolleys Stern auf dem Hollywood Walk of Fame

Monty Woolley (* 17. August 1888 in New York City, New York; † 6. Mai 1963 in Albany, New York; eigentlich Edgar Montillion Woolley) war ein US-amerikanischer Film- und Theaterschauspieler sowie Universitätsprofessor für Englische Sprache.

## Leben
Monty Woolley wuchs als Sohn eines Hoteliers – sein Vater war Eigner des Marie Antoinette Hotel – am Broadway auf und zählte darum bereits in jungen Jahren zu der damaligen High Society. Bedingt durch das Vermögen seiner Eltern genoss Woolley auch eine hohe Schulausbildung, darunter die Universitäten von Yale und Harvard. Als junger Mann begann Woolley in Yale als Professor für Englische Sprache zu arbeiten, er unterrichtete unter anderem Thornton Wilder und Stephen Vincent Benét.
Woolley stand für seine Zeit vergleichsweise offen zu seiner Homosexualität. Er pflegte enge Freundschaften mit dem Musiker Cole Porter und dem Schauspieler Clifton Webb, die ebenfalls homosexuell waren. Auch durch deren Unterstützung gelang dem bereits 40-jährigen Woolley ein später Einstieg in die professionelle Schauspielerei und er bekam erste Theaterengagements am Broadway, so 1929 in Fifty Million Frenchmen und 1935 in den Stücken Jubilee und The New Yorkers. Erst 1936, im Alter von 48 Jahren, stand Woolley in der Filmkomödie Ladies in Love erstmals (in einer kleinen Nebenrolle) auch vor der Kamera. Bereits nach einer kurzen Phase konnte er sich als Nebendarsteller etablieren, als Markenzeichen diente ihm sein markanter, weißer Bart, der ihm auch den Spitznamen The Beard verlieh. Am Broadway feierte er Erfolge mit seiner Darstellung eines unausstehlichen Star-Moderators Sheridan Whiteside, der Weihnachten zufällig bei einer fremden Familie verbringen muss und diese ins Chaos stürzt, in der Komödie The Man Who Came to Dinner. 1942 repräsentierte er diese Rolle erneut neben Bette Davis in der gleichnamigen Verfilmung.
Woolleys Filmkarriere erstreckte sich über einen Zeitraum von 20 Jahren und umfasst 29 Kinofilme sowie einige Fernsehproduktionen. Nach dem Erfolg der Filmversion von Der Mann, der zum Essen kam war er bei einigen weiteren Filmkomödien wie Holy Matrimony und Molly and Me in der Hauptrolle zu sehen, in denen er meist den manchmal komplizierten, aber schlagfertigen und liebenswürdigen Exzentriker gab (in den beiden genannten Filmen war jeweils die Britin Gracie Fields seine Filmpartnerin). Es gelang Woolley in den Jahren 1943 und 1945 je einmal, für einen Oscar nominiert zu werden: Zunächst in der Kategorie Bester Hauptdarsteller für die Romanverfilmung The Pied Piper, in der Woolley einen misanthropischen Engländer spielte, der etwas widerwillig zum Widerstandskämpfer gegen die Nazis wird; dann zwei Jahre später in der Sparte Bester Nebendarsteller für seine Darstellung eines kratzbürstigen Colonels mit gutem Herzen in dem Heimatfrontdrama Als du Abschied nahmst. Parallel zu seiner Arbeit beim Film konnte Woolley auch für Radioproduktionen als Sprecher gewonnen werden. In den 1950er-Jahren ließ er seine Schauspielkarriere mit Auftritten in Film und Fernsehen ausklingen.
Woolley starb im Mai 1963 im Alter von 74 Jahren an Nieren- und Herzversagen. Drei Jahre vor seinem Tod wurde ihm ein Stern auf dem Hollywood Walk of Fame gewidmet.

## Filmografie
- 1937: Live, Love and Learn
- 1937: Denen ist nichts heilig (Nothing Sacred)
- 1938: Vorhang auf für Judy (Everybody Sing)
- 1938: Arsène Lupin Returns
- 1938: Im goldenen Westen (The Girl of the Golden West)
- 1938: The Forgotten Step (Kurzfilm)
- 1938: Three Comrades
- 1938: Lord Jeff
- 1938: Vacation from Love
- 1938: Dr. Kildare: Sein erster Fall (Young Dr. Kildare)
- 1938: Artists and Models Abroad
- 1938: Zaza
- 1939: Never Say Die
- 1939: Enthüllung um Mitternacht (Midnight)
- 1939: Man About Town
- 1939: Honeymoon in Bali
- 1939: Nicht schwindeln, Liebling (Dancing Co-Ed)
- 1939: See Your Doctor (Kurzfilm)
- 1942: Der Mann, der zum Essen kam (The Man Who Came to Dinner)
- 1942: The Pied Piper
- 1942: Life Begins at Eight-Thirty
- 1943: Holy Matrimony
- 1944: Als du Abschied nahmst (Since You Went Away)
- 1944: Irish Eyes Are Smiling
- 1945: Molly and Me
- 1946: Tag und Nacht denk’ ich an Dich (Night and Day)
- 1947: Jede Frau braucht einen Engel (The Bishop’s Wife)
- 1948: Miss Tatlock’s Millions
- 1951: As Young as You Feel
- 1954: The Best of Broadway (Fernsehserie, Folge The Man Who Came to Dinner)
- 1955: Kismet
- 1959: Five Fingers (Fernsehserie, Folge The Men with Triangle Heads)

## Auszeichnungen
- 1943: Oscar-Nominierung in der Kategorie Bester Hauptdarsteller für The Pied Piper
- 1945: Oscar-Nominierung in der Kategorie Bester Nebendarsteller für Als du Abschied nahmst